# Miejska Górka (Góry Krucze)
Miejska Górka (niem. Kahleberg, 650 m n.p.m.) szczyt w Górach Kruczych.

## Położenie
Miejska Górka wznosi się w zachodniej krawędzi Gór Kruczych, osłaniając od południowego zachodu Lubawkę, pomiędzy Kierzem na północ, a Lipowcem na południowy wschód. U południowego zachodu podnóża Miejskiej Górki zaczyna się Leszczynowy Wąwóz. Miejską Górkę wydzielają z grzbietu krótkie dolinki potoków, prawych dopływów Bobru.

## Budowa
Miejska Górka jest zbudowana z permskich porfirów (trachitów), które u zachodniego podnóża przechodzą w zlepieńce czerwonego spągowca.

## Roślinność
Góra w całości jest porośnięta lasem świerkowo-sosnowym.

## Turystyka
- czerwony Główny Szlak Sudecki - z Lubawki do Krzeszowa.